# 共有空間
共有空間（きょうゆうくうかん、英語：Shared Space）とは、信号や標識を撤去することで自動車の運転手や歩行者の注意力を高め、交通安全を実現する手法のことである。オランダ人の交通専門家ハンス・モンデルマンが考案した。
イギリスの首都・ロンドン、オランダやドイツの都市で実現している。

## 実例
ドイツのWolfachという都市は、道路を歩道のような石畳にし、センターラインや道路標示を廃止した。